# Constantin Simionescu (senator)
Constantin Simionescu (n. 25 ianuarie 1937, Poboru, România) este un fost senator român în legislatura 1992-1996 ales în județul Argeș pe listele partidului FDSN.

## Legături externe
- Constantin Simionescu Arhivat în 22 august 2016, la Wayback Machine. la cdep.ro